# Nicosia (Cyprus)
Nicosia (Grieks: Λευκωσία, Levkosía, Turks: Lefkoşa) is de hoofdstad van Cyprus, gelegen aan de rivier de Pedieos en met een inwoneraantal van 309.500 (2001-2005).
Nicosia is sinds 1975 een verdeelde plaats. Het zuidelijke deel behoort tot Grieks Cyprus en het noordelijke deel tot Turks Cyprus. De grens, 'De groene lijn', loopt dwars door de stad, van oost naar west. Ze bestaat uit een gedemilitariseerde zone, die sinds 1974 door de Verenigde Naties wordt onderhouden. De oude cirkelvormig ommuurde stad wordt er vrijwel exact mee in tweeën gedeeld.

## Geschiedenis
Het centrale deel van Cyprus waar Nicosia is gelegen, wordt al zeker sinds de vroege bronstijd bewoond. Zo'n 1200 jaar voor Christus werd de stad door (waarschijnlijk Griekse) kolonisten gesticht onder de naam Ledra. Enkele eeuwen later viel geheel Cyprus onder Assyrisch bestuur, zo ook de kleine stad Ledra. Rond 300 voor Christus werd de toen geruïneerde stad herbouwd in opdracht van Lefkonas, zoon van Ptolemaeus I Soter. De stad kende echter geen sterke groei zoals de kuststeden, die profiteerden van de handel met Anatolië, de Levant en Egypte. Wel kreeg ze in de vierde eeuw een Byzantijnse bisschop aangewezen en werd er een kasteel gebouwd. Pas enkele eeuwen na de vernietiging van de oostelijke kuststad Salamis (tot dan toe de hoofdstad van het eiland) door de Arabieren in 647 wordt Nicosia tot hoofdstad verklaard; rond 965 n.Chr. De centrale ligging maakte ze gemakkelijker te verdedigen tegen aanvallen van buitenaf. De laatste Byzantijnse gouverneur van Cyprus, Isaac Komnenos, verklaarde zichzelf tot keizer van het eiland in 1183, en heerste vanuit Nicosia tot 1191, toen de kruisvaarders onder leiding van Richard I van Engeland de stad belegerden en innamen. Richard verkocht het eiland echter aan de tempeliers, die vanuit het kasteel in Nicosia over het eiland dachten te heersen. In het volgende jaar echter verjoeg de bevolking van de stad de tempeliers en werd het kasteel grotendeels ontmanteld. Het eiland en de stad vervielen daarna onder de dwingelandij van de Kruisvaardersstaten, tot 1489 de Venetianen het eiland innamen. In 1570 viel de stad na 40 dagen belegering in handen van de Ottomanen. In 1878 werd het eiland en de stad overgedragen aan het Britse Rijk. In 1925 hebben de Britten het eiland geannexeerd. De Grieks-Cyprioten streefden nog steeds naar een hereniging met Griekenland. Dit leidde tot verschillende conflicten tussen Grieken, Turken en de Britten. In 1960 werd uiteindelijk besloten dat Cyprus, na eeuwen van buitenlandse overheersing, onafhankelijk zou worden. Sinds 1960 is Nicosia de hoofdstad van de onafhankelijke republiek Cyprus. In juli 1974 vond er een poging tot een staatsgreep door het leger plaats om hereniging met Griekenland makkelijker te kunnen verwezenlijken. Turkije antwoordde hierop door Cyprus binnen te vallen en bezette het deel waar de Turks-Cyprioten oververtegenwoordigd waren om zo hun veiligheid te kunnen garanderen. Kort daarop werd de onafhankelijkheid van het Turkse deel van Cyprus uitgeroepen.
Sinds 1975 is Nicosia tevens de hoofdstad van het de-facto onafhankelijke Turkse republiek Noord-Cyprus en is de stad in tweeën gedeeld.
In 1989 werd de eerste universiteit van het Griekse deel opgericht, de Universiteit van Cyprus. In het Turkse deel was eerder al de Near Eastern Universiteit opgericht in 1988.
Op 3 april 2008 is de Ledrastraat in het centrum van Nicosia na 34 jaar weer opengesteld voor publiek. Het is de eerste doorgang tussen Grieks en Turks Cyprus binnen de stad Nicosia.
In Nicosia bevindt zich ook het stadion van het Cypriotisch voetbalelftal, namelijk het New GSP Stadium.

## Bevolking
Nicosia telde in de periode oktober-december 2011 in totaal 116.392 inwoners. In het deel van Nicosia ten zuiden van de Groene Lijn werden 55.014 inwoners geteld, overwegend Griekssprekend en Grieks-orthodox. Noord-Nicosia heeft 61.378 inwoners, voornamelijk Turkssprekend en met een islamitische achtergrond. Al met al is de bevolking sinds 1911 meer dan verzevenvoudigd (zie: onderstaand tabel).
| Etnische groep  | 1911   | 1921   | 1931   | 1946   | 1960   | 1992   | 2001   | 2006   | 2011   |
| Etnische groep  | Aantal | Aantal | Aantal | Aantal | Aantal | Aantal | Aantal | Aantal | Aantal |
| --------------- | ------ | ------ | ------ | ------ | ------ | ------ | ------ | ------ | ------ |
| Zuidelijk deel  | 16.052 | 11.831 | 23.324 | 34.485 | 45.629 | 47.036 | 47.832 | -      | 55.014 |
| Noordelijk deel | 16.052 | 11.831 | 23.324 | 34.485 | 45.629 | -      | -      | 56.146 | 61.378 |

## Bezienswaardigheden
In zowel Noord- als Zuid-Nicosia ligt een vijf kilometer lange Venetiaanse vestingmuur. Deze stervormige muur werd rond 1567 gebouwd en omsluit de oude stad met elf bastions. Vijf bastions liggen in het zuiden (Caraffa, Podocataro, Constanza, D’Avila en Tripoli), terwijl er vijf in het noorden zijn gesitueerd (Roccas, Mula, Quirini, Barbaro en Loredano). Het bastion Flatro is gedeeld; hierop bevindt zich de grenspost van beide zijden alsook een VN-post.
De Ledrastraat ligt grotendeels in Zuid-Nicosia en vormt hier een belangrijke winkelstraat. Een kleiner deel van de Ledrastraat ligt in Noord-Nicosia.
Zuid-Nicosia
- Het Bevrijdingsmonument op het Podocataro-bastion werd kort na de Britse dekolonisering in 1960 opgericht
- De in 1872 nog onder Ottomaanse heerschappij gebouwde Faneromeni-kerk, de grootste kerk van Nicosia
- De Johanneskathedraal die in 1662 gebouwd werd en in de 18e eeuw tot kathedraal verheven
- De Omeriye-moskee, die werd voorafgegaan door de in de 14e eeuw gebouwde gotische kloosterkerk Sint-Maria van de Augustijner heremieten
- Het Iconenmuseum, dat is ondergebracht in een zijvleugel van het Aartsbisschoppelijk Paleis. Het museum herbergt meer dan 150 iconen en is een van 's werelds belangrijkste iconencollecties
- The National Struggle Museum (Het Nationale Strijdmuseum)
- Het Cyprus Museum ligt iets ten zuidwesten van de oude stad. Het is het belangrijkste archeologische museum van het eiland en biedt met vondsten vanaf de jonge steentijd tot de Byzantijnse tijd een beeld van de Cypriotische cultuurgeschiedenis
- Het Huis van Hadjigeorgakis Kornesios is een stadsvilla uit de 18e eeuw die een indruk geeft van de leefstijl van de toenmalige elite
- Het Monument voor de Armeense Genocide, een gedenkplek voor de Armeense Genocide tijdens het Ottomaanse Rijk
- Het Cyprus Classic Motorcycle Museum
- Het Leventis Museum

Noord-Nicosia
- De Arab Ahmet-moskee

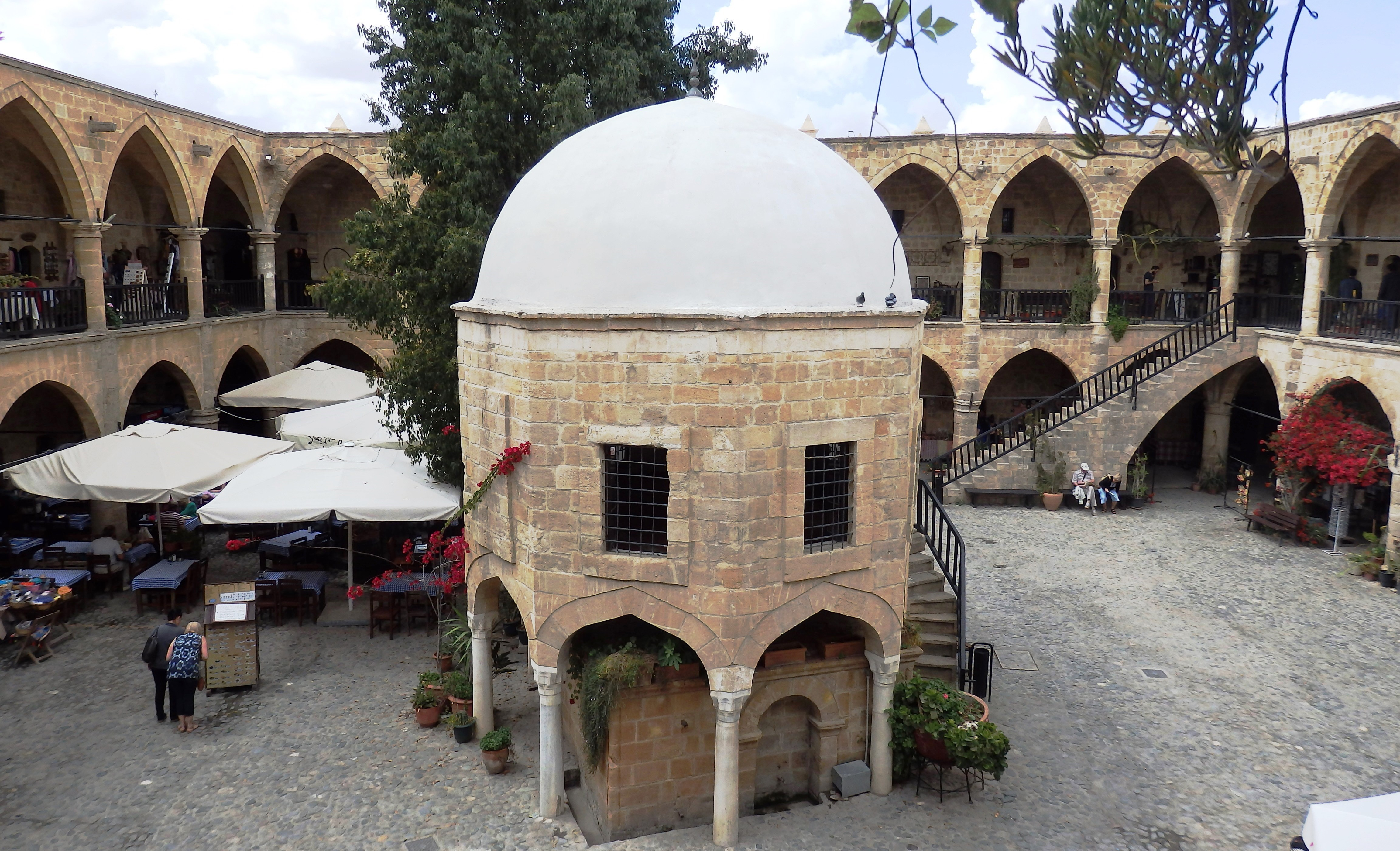
Binnenplaats van de Büyük Han met achthoekige koepelmoskee in het midden

- De Selimiye-moskee werd in de 13e eeuw gebouwd als de Sint-Sophiakathedraal en in 1571 door de Turken omgevormd tot moskee
- De Bedesten, in de middeleeuwen een Byzantijnse kerk gewijd aan Sint-Nicolaas, sinds de Ottomaanse tijd een markthal en thans een cultureel centrum
- De Sint-Catharinakerk, later omgevormd in de Haydar Pasha-moskee
- De Sultan-Mahmut-bibliotheek, die een grote verzameling islamitische manuscripten huisvest
- Het centraal gelegen Atatürk-plein met een Venetiaanse zuil als middelpunt
- De oude karavanserai Büyük Han werd kort na de Turkse verovering van Cyprus gebouwd en is vermoedelijk het oudste Turkse bouwwerken op het eiland
- Derviş Paşa-villa
- Mevlevi Tekke-museum (Turks Etnografisch Museum)

## Klimaat
| Maand                  | jan  | feb  | mrt  | apr  | mei  | jun  | jul  | aug  | sep  | okt  | nov  | dec  | Jaar |
| ---------------------- | ---- | ---- | ---- | ---- | ---- | ---- | ---- | ---- | ---- | ---- | ---- | ---- | ---- |
| Gemiddeld maximum (°C) | 15,3 | 16,2 | 19,2 | 24,2 | 29,3 | 33,8 | 36,6 | 36,5 | 33,4 | 28,1 | 22,1 | 17,1 | 26,0 |
| Gemiddeld minimum (°C) | 5,4  | 5,7  | 7,2  | 10,6 | 14,6 | 18,9 | 21,6 | 21,3 | 18,6 | 14,7 | 10,1 | 7,1  | 13,0 |
|                        |      |      |      |      |      |      |      |      |      |      |      |      |      |
| Neerslag (mm)          | 55   | 42   | 28   | 20   | 24   | 18   | 6    | 1    | 12   | 17   | 55   | 66   | 344  |
| Bron: WeerOpReis.com   |      |      |      |      |      |      |      |      |      |      |      |      |      |

## Sport
Voetbal is een belangrijke sport in Nicosia. Uit de Cypriotische hoofdstad komen de meest succesvolle voetbalclubs van het land. APOEL Nicosia is de recordkampioen van Cyprus en enige club uit het land dat zich plaatste voor de kwartfinale van de Champions League (2012). APOEL Nicosia deelt het GSP-stadion met aartsrivaal Omonia Nicosia. Omonia Nicosia heeft een politiek linkse achtergrond. Olympiakos Nicosia is de derde professionele voetbalclub van Nicosia. Ook Olympiakos Nicosia en het Cypriotisch voetbalelftal hebben het GSP-stadion als thuisbasis.

## Geboren in Nicosia
- Peter I van Cyprus (1328-1369), koning van Cyprus, Armenië en titulair koning van Jeruzalem
- Jan II van Cyprus (1418-1458), koning van Cyprus
- Jacobus II van Cyprus (1439-1473), koning van Cyprus
- Charlotte van Cyprus (1444-1487), koningin van Cyprus
- Glafkos Klerides (1919-2013), Grieks-Cypriotisch politicus en voormalig president van Cyprus
- George Syrimis (1921-2010), Cypriotisch accountant en minister van financiën
- Tassos Papadopoulos (1934-2008), president van de Republiek Cyprus (2003-2008)
- Christopher Pissarides (1948), Cypriotisch-Brits wetenschapper, econoom en Nobelprijswinnaar (2010)
- Stella Kyriakidou (1956), (euro)politica
- Mick Karn (1958-2011), Brits basgitarist van Cypriotische afkomst
- Giorgos Savvidis (1961), voetballer
- Melinda McGraw (1963), Amerikaans actrice
- Elena Patroklou (1968), Cypriotische zangeres
- Alkinoos Ioannidis (1969), Grieks-Cyprioot componist, liedschrijver, zanger en arrangeur
- Hussein Chalayan (1970), Brits/Turks-Cypriotische modeontwerper
- Andreas Pitsillides (1977), Cypriotisch politicus, theoloog
- Michael Bisping (1979), vechtsporter
- Mélanie Georgiades (1980), Frans-Cypriotisch rapster, bekend als Diam's
- Hovig Demirjian (1989), zanger
- Andreas Argyrou (1990), voetbalscheidsrechter
- Fanos Katelaris (1996), voetballer

## Overleden
- Drogo van Vexin (996-1035), graaf van Amiens
- Amadeus III van Savoye (1094-1148), graaf van Savoye
- Jan I van Dreux (1215-1249), oudste zoon van Robert III van Dreux en Eleonora van Saint-Valéry
- Peter van Vendôme (1200-1249), graaf van Vendôme
- Guy van Lusignan (ca. 1150-1194), ridder uit Aquitanië
- Hugo van Lusignan (1235-1284), koning Hugo III van Cyprus en koning Hugo I van Jeruzalem
- Jan I van Lusignan (1267-1285), als Jan I koning van Cyprus en als Jan II van Jeruzalem
- Amalrik van Lusignan (1272-1310), gouverneur-koning van Cyprus en prins van Tyrus
- Peter I van Cyprus (1328-1369), koning van Cyprus, Armenië en titulair koning van Jeruzalem
- Hugo IV van Cyprus (1295-1359), koning van Cyprus en titulair koning van Jeruzalem
- Peter II van Cyprus (ca. 1357-1382), koning van Cyprus en titulair koning van Jeruzalem
- Jacobus I van Cyprus (1334-1398), connetabel van Cyprus, koning van Armenië
- Janus van Cyprus (1375-1432), koning van Cyprus
- Jan II van Cyprus (1418-1458), koning van Cyprus
- Makarios III (1913-1977), Grieks-Cypriotisch geestelijke en staatsman
- Tassos Papadopoulos (1934-2008), president van de Republiek Cyprus (2003-2008)

## Partnersteden
- Lissabon, Portugal
- Amsterdam, Nederland
- Schwerin, Duitsland (1974)
- Athene, Griekenland (1988)
- Odessa, Oekraïne (1996)
- Shiraz, Iran (1999)
- Boekarest, Roemenië (2004)
- Shanghai, China (2004)
- Barcelona, Spanje (2004)
- Beiroet, Libanon (2004)
- Mexico-Stad, Mexico (2004)
- Milaan, Italië (2004)
- Abu Dhabi, Verenigde Arabische Emiraten (2004)